# Noorliit
Noorliit [ˈnɔːɬːiːt] (nach alter Rechtschreibung Nôrdlît, deutsch Neu-Herrnhut, dänisch Ny Herrnhut) ist eine ehemalige grönländische Siedlung. Sie ist heute Teil der grönländischen Hauptstadt Nuuk.

## Lage
Noorliit liegt am südlichen Ende der Halbinsel, auf der sich Nuuk befindet. Ursprünglich befand sich Noorliit etwa einen Kilometer südlich von Nuuk, wurde aber mit dem Wachstum der Kolonie und späteren Stadt von dieser einverleibt.

## Geschichte

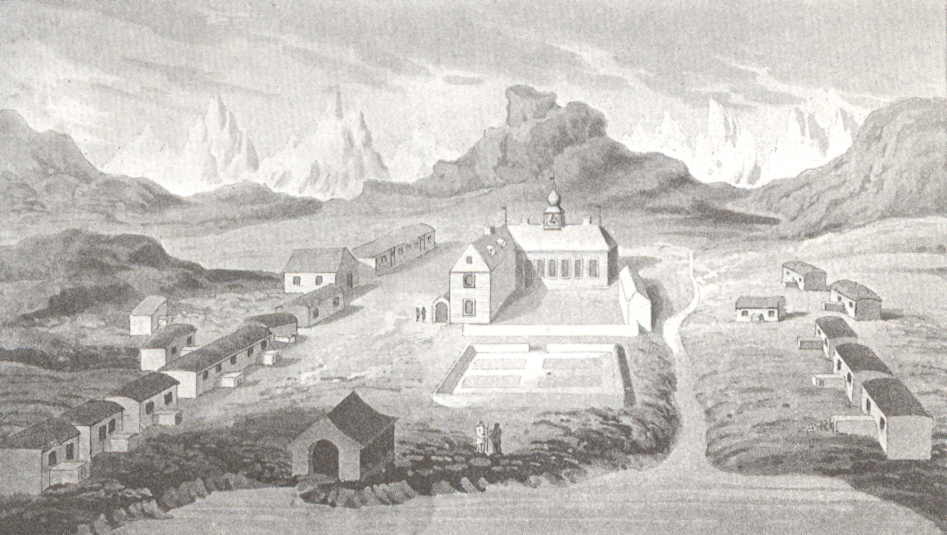
Neu-Herrnhut in einem Stich von David Cranz (1770)

Neu-Herrnhut wurde 1733 gegründet. Nach Beginn der missionarischen Tätigkeit der Herrnhuter Brüdergemeine auf der Karibikinsel Saint Thomas ein Jahr zuvor war Grönland das zweite Zielgebiet der Herrnhuter Missionare. Nach dem Tod von König Friedrich IV. hatte sein Sohn Christian VI. die Missionstätigkeit in Grönland 1730/31 abgebrochen, sich dann aber zur Weiterführung bereiterklärt. Die Herrnhuter hatten ihn überzeugt, gemeinsam mit Hans Egede missionieren zu dürfen. Christian David, Matthäus Stach und Christian Stach waren die ersten drei Missionare. Christian David und Christian Stach kehrten bereits im Folgejahr nach Europa zurück und wurden durch Friedrich Böhnisch und Johann Beck ersetzt. 1736 kam eine weitere Familie nach Neu-Herrnhut. 1739 wurde mit K'âjarnaĸ der erste Grönländer getauft. Obwohl sich Hans Egedes Mission und die der Herrnhuter gegenseitig unterstützen sollten, kam es zu Konflikten. Die Herrnhuter Brüdergemeine war deutlich erfolgreicher in ihrem Missionsvorhaben, was einerseits den attraktiven Kirchenpraktiken mit Gesängen und Festen geschuldet war, sowie der Tatsache, dass sie viel herumreisten, um die Grönländer an ihren Wohnplätzen zu taufen, andererseits aber auch der deutlich laxeren Taufpraxis, während Hans Egede sich erst zu taufen traute, wenn er von den Christentumskenntnissen der Grönländer überzeugt war. 1742 erkannte der König an, dass es sich bei den beiden Missionen um zwei verschiedene Vorhaben handelte.

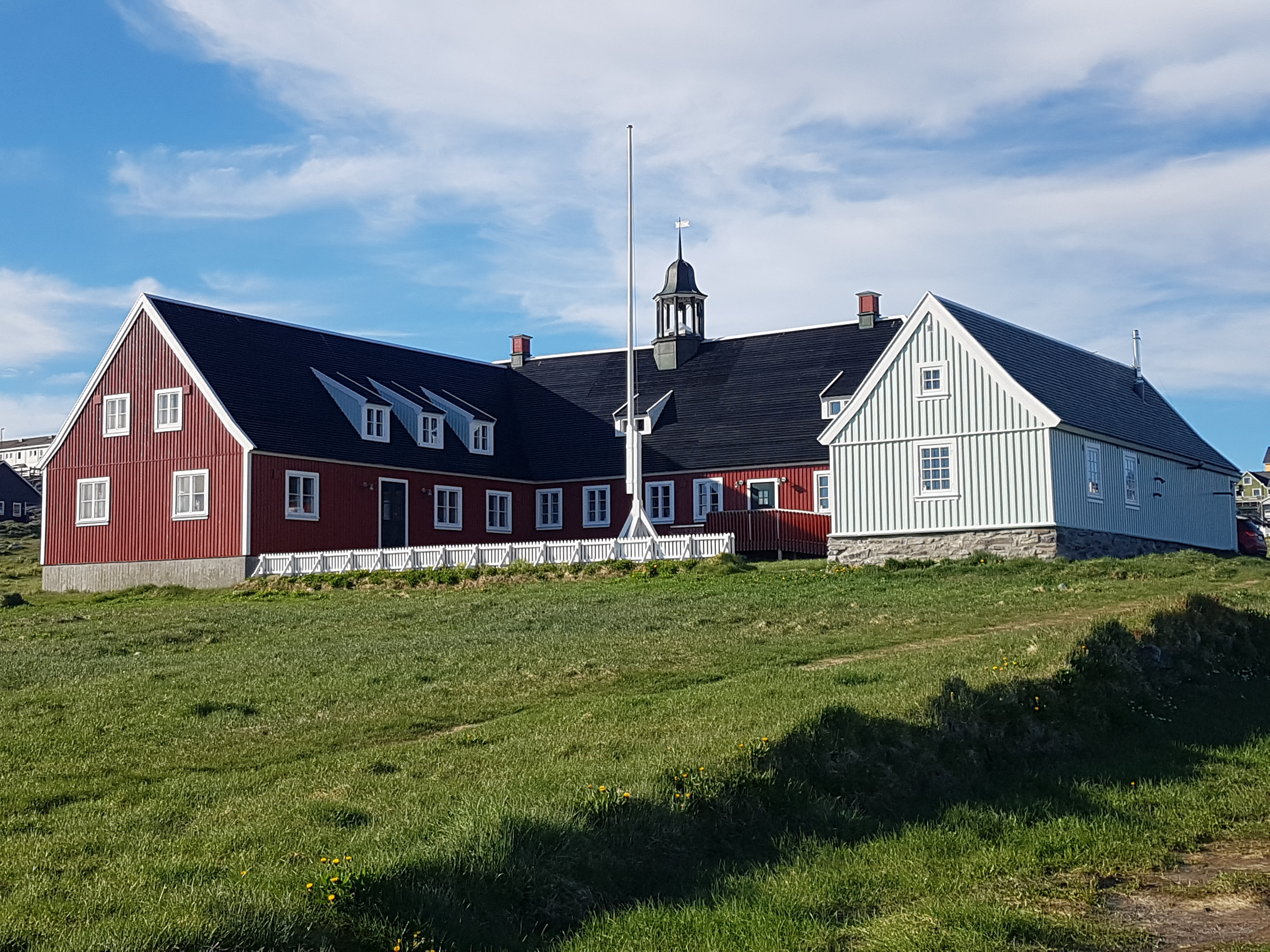
Das Missionsgebäude in Noorliit (2022)

1747 wurde das große Missionsgebäude in Neu-Herrnhut gebaut, im April 1752 kam Johannes von Watteville zur Visitation. Bald gab es deutlich mehr Getaufte in Neu-Herrnhut als in der Kolonie Godthaab. Als der dänische Missionar Christian Drachardt deutlich mit den Herrnhutern sympathisierte, schlossen sich weitere Grönländer aus Nuuk den Herrnhutern an, was so weit ging, dass man zu überlegen begann, die dänische Mission in der Gegend aufzugeben und den Herrnhutern zu überlassen. Erst um 1770 konnte Egill Þórhallason die dänische Mission wieder stärken.
1824 erhielt das Missionsgebäude einen Seitenflügel. Um 1845 wurde das Gebäude erneut umgebaut. Nachdem alle Grönländer in der Gegend lange getauft waren, sah die Herrnhuter Brüdergemeine ihre Aufgabe als erledigt an und verließ Grönland 1900, womit alle Mitglieder Teil der dänischen Mission wurden. Noch bis 1930 wurde Neu-Herrnhut als eigener Ort gezählt, anschließend galt er als ein Teil Nuuks.
Das Missionsgebäude wurde von 1965 bis 1978 als Landesmuseum genutzt, von 1987 bis 2008 als Sitz der Universität von Grönland und ist heute der Sitz der Ombudsperson des Inatsisartut.

## Söhne und Töchter
- Asser Berthels (1885–1957), Landesrat